# Hyla immaculata
Hyla immaculata é uma espécie de anfíbio anuro da família Hylidae. Está presente na China. A UICN classificou-a como deficiente de dados.